# Stades et salles de sport disparus de l'arrondissement de Verdun
 (février 2013).
Si vous disposez d'ouvrages ou d'articles de référence ou si vous connaissez des sites web de qualité traitant du thème abordé ici, merci de compléter l'article en donnant les références utiles à sa vérifiabilité et en les liant à la section « Notes et références ».
Cet article recense les stades et salles de sport disparus de l'arrondissement de Verdun à Montréal, Canada.

## Vélodrome de Queen's Park

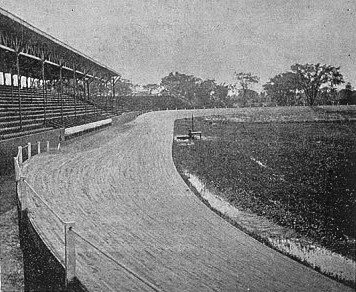
La piste du Queen's Park, Verdun, 1899

Ce vélodrome à ciel ouvert a été construit en 1898 pour recevoir les courses internationales cyclistes appelées World's Meet en 1899. Ces compétitions ont eu lieu du 7 au 12 août 1899. Le vélodrome pouvait accueillir 12 000 spectateurs. D'autres activités ont eu lieu après la tenue des compétitions.
Le vélodrome était situé dans le quadrilatère suivant :
- Sud : Lower Lachine Road (chemin bas Lachine, aujourd'hui le  boulevard LaSalle),
- Est : rue Rielle,
- Nord : rue Wellington,
- Ouest : entre la première avenue et la rue Willibrord. (la première avenue n'était pas encore construite et la rue Willibrord finissait à la rue Wellington d'après les cartes d'époque).

Une carte de 1834 indique qu'il y avait une piste de courses hippiques au nord de la rue Wellington et à l’ouest de la rue Pavillon (de l’Église).

## Stade municipal de Verdun
Ce stade était situé au pied de la rue Galt, entre le boulevard LaSalle et le bord de l'eau et derrière l’ancienne Model School, devenue depuis école Jean-Jacques Olier et située sur le boulevard LaSalle. D'anciennes photos démontrent qu'il y avait originellement une simple estrade en bois et en métal qui a finalement été remplacée par une structure de béton qui pouvait accueillir quelques milliers de spectateurs. Le stade a été utilisé principalement pour le football. Ces photos indiquent également que le stade a accueilli un cirque avec des éléphants. L'emplacement du stade est actuellement occupé par des bâtiments résidentiels, au sud de l’Auditorium.

## Brown Stadium
Ce stade était situé au coin de la rue Bannantyne et de la rue Hickson durant les années 1930-1940 et était utilisé principalement pour le football. Le stade a été nommé d’après George Brown qui était propriétaire d'une compagnie de transport avec une grande flotte de camions située tout près, au 1100 rue Hickson. Il a aussi été échevin pour la ville de Verdun. 

## Verdun Stadium
Un article du 15 juin 1934 paru dans The Guardian[réf. nécessaire] mentionne que « M. A. Valiquette a reçu un permis pour construire un stade au coin de la rue Verdun et de la sixième avenue ». Ce stade avait une capacité de 2 000 spectateurs pour la lutte et la boxe. Le stade a ouvert le 20 juin 1934 à 8 h 30.
Y ont eu lieu des spectacles tous les mercredis soir durant la première saison et plusieurs des membres de la fraternité des lutteurs y ont participé. Les membres du Willibrord Boxing Club ont participé à plusieurs des évènements de boxe dans le nouveau stade.
La direction a offert l'entrée gratuite aux dames accompagnant les messieurs pour le gala d'ouverture. En 1935, il semble y avoir eu seulement un spectacle à cause d'un jugement de la Cour Supérieure, interdisant les spectacles de boxe et de lutte initiés par les propriétaires près du stade. Le 9 août 1935, Valiquette a reçu une amende pour mépris de la cour.[réf. nécessaire] Une seule annonce est parue dans le Guardian en 1935[réf. nécessaire] et on peut donc conclure que ce fut la dernière année d'exploitation.